# Museo (poeta)
Museo es el nombre de al menos tres poetas griegos: uno de Atenas, que habría sido un poeta heroico, uno de Tebas, que habría sido el fundador de la poesía lírica (en una época anterior a la guerra de Troya), y un tercero de Éfeso, que perteneció a la escuela poética de Pérgamo.
El nombre "Museo" hace explícita indicación de su vinculación a las Musas, los espíritus relacionados con Apolo a los que se atribuye la creatividad.
La historicidad real de cada uno de ellos es discutible, especialmente de los dos primeros, situados en un entorno atemporal, junto con Orfeo y otros personajes de la mitología griega.